# Ravn (Raketensystem)
Ravn ist ein angekündigtes US-amerikanisches Raketensystem für den Transport von Satelliten in Erdumlaufbahnen. Es soll aus einem unbemannten Überschallflugzeug und einer Trägerrakete bestehen, wobei Letztere während des Flugs von Ersterem startet.
Ravn wird von dem 2016 gegründeten Unternehmen Aevum, Inc. vermarktet. Aevum hat seinen Hauptsitz in Huntsville, Alabama und unterhält nach eigenen Angaben auch Niederlassungen in Kalifornien, Colorado und Oregon. Das Projekt wird von der U.S. Air Force mitfinanziert.

## Ravn X
Es wurden verschiedene Ravn-Modelle angekündigt, von denen zunächst nur die kleinste Variante Ravn X angeboten wird.

### Leistung
Das Trägerflugzeug von Ravn X soll eine Geschwindigkeit von Mach 2,85 (3519 km/h) erreichen und eine zweistufige Rakete aussetzen. Beide Raketenstufen werden mit dem Flugzeugkerosin Jet A und Flüssigsauerstoff betrieben. In der ersten Stufe sollen zwei Triebwerke zum Einsatz kommen, die jeweils etwa 22 kN Schub liefern.
Als maximale Nutzlast gibt Aevum 100 kg beim Start in eine 500 km hohe sonnensynchrone Umlaufbahn an. Ein hochautomatisierter Flugbetrieb soll extrem niedrige Startkosten (2000 US-Dollar/kg) und eine Startvorbereitungszeit von nur drei Stunden ermöglichen.

### Entwicklung
Das erste Konzept für Ravn entstand laut Unternehmenswebsite im Jahr 2011. Im Jahr 2016 suchte Aevum nach einem Hersteller für das Überschallflugzeug. Ein erster Prototyp sollte seit 2017 im Bau sein, wobei unklar blieb, ob damit das Flugzeug, die Rakete oder beides gemeint ist. Seit 2018 wird die Entwicklung des Systems von der U.S. Air Force gefördert. Für 2019 wurde der Beginn der Flugerprobung angekündigt. Im Dezember 2020 präsentierte Aevum dann ein Mock-up des Ravn X. Man habe auch schon die Triebwerke für die Rakete fertig getestet. Das Unternehmen beschäftige mittlerweile 180 Vollzeitkräfte.

### Starts
Gemäß Planungsstand von 2018 hätten bereits Ende 2019 erste Nutzlasten mit Ravn gestartet werden sollen. Im September 2019 gelang es Aevum dann, einen Auftrag der Air Force im Wert von 4,9 Millionen US-Dollar für den Start von Aslon-45 einzuwerben. Dabei handelt es sich um mehrere Cubesats, die 2021 vom Cecil Air and Space Port aus in eine niedrige Erdumlaufbahn gebracht werden sollten. Ursprünglich war dieser Auftrag an den Konkurrenten Vector Launch vergeben worden, dem jedoch das Geld für die Fertigstellung seiner Rakete Vector-R ausging. Im Jahr 2023 nannte die Air Force das 4. Quartal 2024 als Starttermin. Der Cecil Air and Space Port ist ein kombinierter ziviler und militärischer Flughafen in Florida, welcher seit 2010 eine Lizenz zum Betrieb eines Weltraumbahnhofs besitzt.
Anlässlich der Präsentation im Dezember 2020 behauptete Aevum, dass bereits Startaufträge im Wert von über einer Milliarde US-Dollar für die kommenden zehn Jahre vorlägen. Zugleich wurde der Termin 2021 für den geplanten ersten Orbitalstart bestätigt. Die NASA war jedoch der Ansicht, dass das Unternehmen „die Komplexität und die Herausforderungen, die mit dem Erreichen eines ersten Starts verbunden sind, nicht vollständig versteht“. Bei einer Auftragsvergabe im Dezember 2020 für den Start von NASA-Kleinsatelliten ging Aevum daher leer aus.

## Ähnliche Systeme
Mit dem Pegasus-System der Orbital Sciences Corporation und dem mittlerweile eingestellten LauncherOne von Virgin Orbit sind bzw. waren bereits zwei flugzeuggestützte orbitale Trägerraketen im Einsatz. Beide verwende(te)n allerdings konventionelle, von Piloten gesteuerte Flugzeuge mit Geschwindigkeiten unter 1000 km/h. Mit einer Nutzlastkapazität von etwa 500 kg sind bzw. waren beide wesentlich leistungsfähiger als das geplante Ravn X.